# القسطل (ريف دمشق)
بلدة القسطل بلدة سورية تقع على الجهة الشرقية لطريق دمشق - حمص الرئيسي وشمال شرق جبل معلولا، في منطقة القلمون، وهي تابعة إداريا لمنطقة مدينة النبك التابعة بدورها لمحافظة ريف دمشق، تشتهر القسطل والمناطق المجاورة لها بانتشار السوسن السوري اليبرودي فيها، وكانت تعتبر حامية عثمانية ومن قبل ذلك حامية رومانية وكان حكام هذه الحامية من ال صبرة أحد العوائل التي تنتشر في هذه البلدة حالياً 